# Le Violon rouge
Pour plus de détails, voir Fiche technique et Distribution.
Le Violon rouge est un film italo-britannico-canadien réalisé par François Girard, sorti en 1998.
La musique, récompensée par un Oscar de la meilleure musique de film, a été écrite par le compositeur américain John Corigliano et interprétée par le violoniste Joshua Bell.

## Résumé
Nicolo Bussotti, maître luthier de Crémone, termine en 1681 un violon qu'il destine à son fils qui va naître. Mais sa femme Anna et son enfant décèdent tragiquement lors de l'accouchement après qu’une cartomancienne lui a révélé son avenir. Nicolo, plongé dans une profonde tristesse, termine le violon en lui appliquant une couche de vernis rouge.
Le violon commence alors à voyager à travers l'Europe. D'abord à Vienne, dans un monastère qui est aussi un orphelinat, pendant plus de cent ans, le violon est transmis d'orphelin en orphelin jusqu'au jour où l'instrument finit entre les mains de Kaspar Weiss, un petit prodige au cœur malade. Les moines contactent Georges Poussin, un maître de musique français ambitieux, qui va l'emmener dans la capitale pour s'occuper de lui et perfectionner son talent. Kaspar passera une audition devant le prince mais il meurt d'un arrêt cardiaque. Ce dernier est alors enterré, au monastère d'où il venait, son violon avec lui.
Des années plus tard, le cimetière où repose Kaspar Weiss est pillé et le violon se retrouve entre les mains des Gitans qui le transmettent de génération en génération pendant un siècle, avant que ces derniers ne le cèdent à Frédérick Pope, un riche aristocrate de Oxford, décadent et talentueux, dont l'instrument va changer la destinée.
Ensuite à Shanghai, bien des années plus tard, où le violon est vendu à un antiquaire et y restera pendant des années avant d'être vendu à une musicienne professionnelle chinoise. Puis en pleine révolution culturelle, Xiang Pei, la fille de la musicienne, refusera de détruire le violon et le confiera à un vieux professeur de musique désespéré par l'oppression. En 1997, le violon est retrouvé chez le professeur chinois décédé dans son grenier au milieu d'une vaste collection secrète d'instruments de musique. Les autorités vont confier tous les instruments dont le violon à une société de vente aux enchères de Montréal où Charles Morritz, un expert, va reconnaître ce qui était son vœu le plus cher : un véritable Bussotti, le fameux violon rouge. Lors de la vente finale et grâce au concours d'un employé d'un laboratoire d'analyse, l'expert va échanger l'original avec la copie qu'il a récupérée à la fondation Frédérick Pope, au risque de tout perdre. Son expertise va également lui révéler l'origine de la couleur du violon.

## Fiche technique
- Titre Original : Le Violon rouge
- Titre anglais : The Red Violin
- Réalisation : François Girard
- Budget : 18 000 000 $
- Scénario : François Girard, Don McKellar
- Caméra : Alain Dostie
- Casting : Deirdre Bowen, Andrea Kenyon
- Costumes : Renée April
- Décors : Judy Farr
- Musique : Alain Dostie, John Corigliano
- Photographie : Alain Dostie
- Producteur : Niv Fichman
- Sociétés de production : FilmFour Ltd, Sidecar Films & TV, Téléfilm Canada
- Société de distribution : Films Lions Gate et Films Lions Gate Ciné-Maison
- Pays d'origine :
  -  Italie
  -  Royaume-Uni
  -  Canada
- Format : couleur – 35 mm – 1,85:1 – son Dolby Digital
- Langue originale : anglais, français, italien, allemand et chinois
- Genre : drame
- Durée :  
  -  France 140 minutes
  - 130 minutes
- Date de sortie : 
  -  Canada : 13 novembre 1998
  -  France : 22 septembre 1999
  -  Royaume-Uni : 9 avril 1999
  -  États-Unis : 11 juin 1999
- Sortie DVD : 12 janvier 2006

## Distribution
- Carlo Cecchi : Nicolo Bussotti
- Irene Grazioli : Anna Bussotti
- Anita Laurenzi : Cesca
- Jean-Luc Bideau : Georges Poussin
- Christoph Koncz : Kaspar Weiss
- Jason Flemyng (VF : Gabriel Le Doze) : Frederick Pope
- Greta Scacchi (VF : Déborah Perret) : Victoria Byrd
- Sylvia Chang : Xiang Pei
- Samuel L. Jackson (VF : Thierry Desroses) : Charles Morritz
- Wang Xiaoshuai : jeune policier
- Monique Mercure : Madame Leroux
- Colm Feore : maître priseur
- Sandra Oh : Madame Ming, femme dans la salle de vente
- Don McKellar : Evan Williams, le restaurateur de Duval
- Rémy Girard : le douanier
- Dorothée Berryman : la secrétaire

## Production
Le film a été tourné sur une période de six mois, en cinq langues, et dans cinq pays différents. Le début du tournage a eu lieu au Canada en février 1997, avant de se déplacer en Autriche, en Italie (dont la ville de Crémone, pour ses monuments et les illustres luthiers qui y vécurent), en Angleterre et en Chine .
Le scénario du film a été inspiré par l'histoire d'un violon de Stradivarius, le Soil, qui avait appartenu à Yehudi Menuhin puis à Itzhak Perlman.

## Distinctions

### Prix
- Oscars du cinéma (Academy Awards) 2000
  - Oscar de la Meilleure musique : John Corigliano
- Le film a remporté huit Prix Jutra lors de la première édition de leur remise en 1999, dont le titre de Meilleur film québécois de l'année, Meilleure Réalisation et du Meilleur Scénario.

### Nominations
- Golden Globes 2000
  - Meilleur film en langue étrangère
- Awards Circuit Community Awards 1999
  - Meilleur film en langue étrangère François Girard
- Chicago Film Critics Association Awards 2000
  - Meilleure bande originale John Corigliano
- Globalement Le Violon rouge a reçu 20 prix et 19 nominations à travers tous les festivals.